# Cape George (Washington)
Cape George es un área no incorporada ubicada en el condado de Jefferson en el estado estadounidense de Washington.

## Geografía
Cape George se encuentra ubicado en las coordenadas 48°5′53″N 122°52′42″O / 48.09806, -122.87833.